# Julio César de Gregorio
Julio César de Gregorio Fusco (Montevideo, Uruguay, 18 de julio de 1900 - Montevideo, Uruguay, 26 de julio de 1989) fue un magistrado uruguayo, miembro de la Suprema Corte de Justicia de su país entre 1954 y 1964. 

## Primeros años
Nació en Montevideo el 18 de julio de 1900; era hijo de Juana Fusco y Ángel de Gregorio, ambos italianos.
Estudió Derecho en la Universidad de la República hasta graduarse como abogado en 1929.

## Fiscal en el interior del país
En julio del mismo año 1929 fue nombrado por el Consejo Nacional de Administración como Fiscal Letrado de Soriano.
En diciembre de 1933 fue trasladado al cargo de Fiscal Letrado de Treinta y Tres y en setiembre de 1938 fue nuevamente transferido a la Fiscalía Letrada de Colonia.

## Juez Letrado de Instrucción
En noviembre de 1940 pasó a cumplir funciones en el Poder Judicial al ser designado como Juez Letrado de Instrucción de Segundo Turno en Montevideo.
En diciembre de 1942 fue trasladado al Juzgado Letrado de Instrucción de Cuarto Turno, que acababa de ser creado.

## Tribunal de Apelaciones
En agosto de 1950, al crearse el primer Tribunal de Apelaciones en lo Penal (hasta entonces existían solamente tres Tribunales de Apelaciones que entendían en todas las materias y que a partir de entonces pasaron a denominarse Tribunales de Apelaciones en lo Civil) de Gregorio fue designado para integrar dicho nuevo tribunal, en el que permaneció durante casi cuatro años.

## Suprema Corte de Justicia
El 15 de junio de 1954 la Asamblea General lo eligió por 113 votos como integrante de la Suprema Corte de Justicia, junto a Luis Alberto Bouza, ocupando los puestos dejados vacantes por Eduardo Artecona y Francisco Gamarra. Prestó juramento y asumió su cargo el mismo día.
Ocupó la Presidencia de la Corte en dos oportunidades, durante los años 1956 y 1961.
Cabe destacar que el período entre 1954 y 1959 fue el único en la historia del máximo tribunal, luego de 1934, en que el mismo quedó integrado por cinco ministros (de Gregorio, Alvaro Macedo, Rivera Astigarraga, Manuel López Esponda y Luis Alberto Bouza) que llegarían a completar, todos, los diez años en su puesto. 
De Gregorio cesó como integrante de la Corte, al igual que Bouza, el 14 de junio de 1964, al cumplir ambos el período máximo de 10 años de permanencia en el cargo establecido en la Constitución vigente. Las vacantes generadas por sus ceses y por el retiro pocos días antes de Esteban D. Ruiz fueron cubiertas en octubre del mismo año con las designaciones de Velarde Cerdeiras, Alberto Sánchez Rogé y Edenes A. Mallo.

## Vida personal. Fallecimiento
Contrajo matrimonio en 1930 con Máxima Otilia Tabeira.
Era tío materno de Armando Tommasino, quien también llegaría a integrar la Suprema Corte de Justicia entre 1985 y 1992.
Julio César de Gregorio falleció en Montevideo el 26 de julio de 1989, pocos días después de cumplir 89 años de edad.